# المنبر الدولي للحوار الإسلامي
المنبر الدولي للحوار الإسلامي هي منظمة غير ربحية تتخذ من العاصمة البريطانية لندن مقرا لها وتعتمد بشكل اساس في ممارسة نشاطها عبر العالم على اقامة شراكات عمل مع منظمات غير حكومية تشاركها في الرؤية والاهداف.

## الرؤية
المنبر الدولي للحوار الإسلامي يؤمن ان الطريق إلى مستقبل أفضل للمسلمين يمر عبر مساعي التحديث والتنوير التي تعيد إنتاج صلة سليمة للمسلمين بعصرهم وجغرافيتهم الحالية بالإضافة إلى تراثهم. من هنا فالمنبر معني بالدرجة الاساس بتطوير ثقافة الحوار بين المسلمين انفسهم ويهدف إلى بناء الجسور بين اتجاهات التحديث في الفكر الإسلامي المعاصر عبر العالم وخلق فرص للحوار بينها. ويؤمن المنبر الدولي للحوار الإسلامي ان محاولات التحديث بين المسلمين لا تكون ناجعة دون الالتفات إلى إعادة قراءة العقل المسلم بأدوات العصر، لكنه يؤمن ان مقاربة العقل المسلم لا تكون ناجعة دون مقاربة المكون الديني، مما يقود بالتالي إلى إعادة قراءة النص المؤسس لهذا المكون الديني وبالتحديد القران الكريم.

## الأهداف
يسعى المنبر الدولي للحوار الإسلامي إلى جسر الهوة بين النخبوي والتغيير الاجتماعي عبر تبني طريقة الورشات التدريبية المعاصرة على قيم ومناهج التمكين، التحديث، والمشاركة المدنية الفعالة في الشأن العام ويحقق اسلوب الورشات التشاركية الهدف الاساس للمنبر في جعل هذه القيم والمناهج مقومات لثقافة مدنية معاصرة عامة بين المسلمين خصوصا الاجيال الشابة.